# Amt Franzburg-Richtenberg
Het Amt Franzburg-Richtenberg is een samenwerkingsverband van 10 gemeenten in het  Landkreis Vorpommern-Rügen in de Duitse deelstaat Mecklenburg-Voor-Pommeren. Het Amt telt 7.701 inwoners. Het bestuurscentrum bevindt zich in de stad Franzburg.

## Gemeenten
1. Franzburg, stad * (1.364)
2. Glewitz (544)
3. Gremersdorf-Buchholz (684)
4. Millienhagen-Oebelitz (325)
5. Papenhagen (557)
6. Richtenberg, stad (1.331)
7. Splietsdorf (451)
8. Velgast (1.702)
9. Weitenhagen (208)
10. Wendisch Baggendorf (535)